# 富蘭克林·史達
富蘭克林·史達（英語：Franklin William Stahl，1929年10月8日—）是一位美國分子生物學家。與馬修·梅瑟生合作進行梅瑟生-史達實驗，確認了DNA複製的半保留性質。

## 外部連結
- Franklin Stahl in the Encyclopedia Britannica
- DNAi.org （页面存档备份，存于） biography of Franklin Stahl
- Franklin Stahl at the University of Oregon